# Seven's Grand Prix Series 2016
Navigation
Seven's Grand Prix Series 2015 Seven's Grand Prix Series 2017
Le Seven's Grand Prix Series 2016 est la quinzième édition de la plus importante compétition européenne de rugby à sept. Elle se déroule entre juin et juillet 2016 et est organisée par Rugby Europe.
En vue de la préparation au tournoi de Rugby à sept aux Jeux olympiques d'été de 2016, les équipes d'Angleterre, et du pays de Galles sont remplacées respectivement par l'équipe de Grande-Bretagne Lions et l'équipe de Grande-Bretagne Royals. Les joueurs de nationalité anglaise, galloise et écossaise sont sélectionnables pour faire partie d'une des équipes de Grande-Bretagne, contrairement aux joueurs nord-irlandais qui pourraient faire partie d'une équipe du Royaume-Uni (de Grande-Bretagne et d'Irlande du Nord) mais qui jouent avec l'équipe d'Irlande. Ce sont les Lions britanniques qui représentent le Royaume-Uni (de Grande-Bretagne et d'Irlande du Nord) et l'Irlande.
L'équipe de Grande-Bretagne Royals remporte la compétition en gagnant l'étape d'Angleterre et de Pologne. Deuxième, la Russie est championne d'Europe pour la seconde fois vu que la Grande-Bretagne est hors classement pour le titre européen.

## Équipes participantes
- Allemagne
- Grande-Bretagne Lions
- Belgique
- Espagne
- France
- Grande-Bretagne Royals
- Géorgie
- Italie
- Lituanie
- Portugal
- Pologne
- Russie

## Grand Prix series
| Date          | Lieu               | Vainqueur              | Finaliste             | Troisième             |
| ------------- | ------------------ | ---------------------- | --------------------- | --------------------- |
| 4–5 juin      | Moscou Russie      | Russie                 | France                | Grande-Bretagne Lions |
| 9–10 juillet  | Exeter, Angleterre | Grande-Bretagne Royals | France                | Espagne               |
| 16–17 juillet | Gdynia, Pologne    | Grande-Bretagne Royals | Grande-Bretagne Lions | Russie                |

## Classement général
| No | Équipe                 | Moscou | Exeter | Gdynia | Total |
| -- | ---------------------- | ------ | ------ | ------ | ----- |
| 1  | Grande-Bretagne Royals | 12     | 20     | 20     | 52    |
| 2  | Russie                 | 20     | 14     | 16     | 50    |
| 3  | Grande-Bretagne Lions  | 16     | 12     | 18     | 46    |
| 4  | France                 | 18     | 18     | 8      | 44    |
| 5  | Espagne                | 8      | 16     | 14     | 38    |
| 6  | Allemagne              | 14     | 10     | 6      | 30    |
| 7  | Géorgie                | 10     | 6      | 10     | 26    |
| 8  | Italie                 | 4      | 8      | 12     | 24    |
| 9  | Portugal               | 6      | 4      | 3      | 13    |
| 10 | Belgique               | 3      | 3      | 4      | 10    |
| 11 | Pologne                | 2      | 2      | 2      | 6     |
| 12 | Lituanie               | 1      | 1      | 1      | 3     |

Les deux sélections de la Grande-Bretagne n'étant pas reconnues comme pays, la Russie est titrée et donc médaillée d'or, alors que la France et l'Espagne obtiennent respectivement les médailles d'argent et de bronze du championnat d'Europe. L'Allemagne, quatrième, et l'Espagne, troisième, sont qualifiées pour la prochaine édition du tournoi de qualification du Hong Kong Sevens qui permet à l'équipe vainqueur d'obtenir son statut d'équipe permanente en World Series.
| Légende                                     |
| ------------------------------------------- |
| Vainqueur                                   |
| Qualifier pour le tournoi de Hong Kong 2017 |
| Relégué                                     |

## Statistiques

### Meilleurs marqueurs
| Rang | Joueur               | Essais |
| ---- | -------------------- | ------ |
| 1    | Sirocki Szymon       | 16     |
| 2    | Bennett Mark         | 15     |
| 3    | Szczesny Phil        | 14     |
| 4    | Ostroushko Vladimir  | 12     |
| -    | Norton Daniel        | 12     |
| 6    | Sozonov Vladislav    | 11     |
| 7    | Bowen Thomas         | 10     |
| 8    | Lindsay-hague Oliver | 9      |
| -    | Morgan Luke          | 9      |
| 10   | Treharne Luke        | 8      |

### Meilleurs réalisateurs
| Rang | Joueur              | Points | Essais | Transf. | Pén. | Drops |
| ---- | ------------------- | ------ | ------ | ------- | ---- | ----- |
| 1    | Treharne Luke       | 110    | 8      | 35      | 0    | 0     |
| 2    | Sirocki Szymon      | 82     | 16     | 1       | 0    | 0     |
| 3    | Heimpel Fabian      | 80     | 6      | 25      | 0    | 0     |
| 4    | Bennett Mark        | 75     | 15     | 0       | 0    | 0     |
| 5    | Szczesny Phil       | 72     | 14     | 1       | 0    | 0     |
| 6    | Mitchell Thomas     | 65     | 5      | 20      | 0    | 0     |
| 7    | Ostroushko Vladimir | 60     | 12     | 0       | 0    | 0     |
| 8    | Norton Daniel       | 60     | 12     | 0       | 0    | 0     |
| 9    | Vermote Emiel       | 58     | 6      | 14      | 0    | 0     |
| 10   | Lagarde Alexandre   | 55     | 7      | 10      | 0    | 0     |

## Première étape
La première épreuve se déroule à Moscou en Russie du 4 au 5 juin 2015. La France est représentée par l'équipe nationale universitaire qui prépare la WUC (coupe du monde universitaire).

### Poule A
| Équipes               | J | G | N | P | Pts | PM | PE | +/− |
| --------------------- | - | - | - | - | --- | -- | -- | --- |
| Grande-Bretagne Lions | 3 | 3 | 0 | 0 | 9   | 78 | 21 | 57  |
| France                | 3 | 2 | 0 | 1 | 7   | 50 | 60 | -10 |
| Portugal              | 3 | 1 | 0 | 2 | 5   | 33 | 35 | -2  |
| Pologne               | 3 | 0 | 0 | 3 | 3   | 26 | 71 | -45 |

| 4 juin 2016 10h00 UTC+03:00 | France | 29 - 12 | Pologne | Moscou, Russie |
| 4 juin 2016 10h00 UTC+03:00 |        |         |         | Moscou, Russie |
| 4 juin 2016 10h00 UTC+03:00 |        |         |         | Moscou, Russie |

| 4 juin 2016 10h22 UTC+03:00 | Portugal | 7 - 14 | Grande-Bretagne Lions | Moscou, Russie |
| 4 juin 2016 10h22 UTC+03:00 |          |        |                       | Moscou, Russie |
| 4 juin 2016 10h22 UTC+03:00 |          |        |                       | Moscou, Russie |

| 4 juin 2016 13h00 UTC+03:00 | France | 7 - 36 | Grande-Bretagne Lions | Moscou, Russie |
| 4 juin 2016 13h00 UTC+03:00 |        |        |                       | Moscou, Russie |
| 4 juin 2016 13h00 UTC+03:00 |        |        |                       | Moscou, Russie |

| 4 juin 2016 13h22 UTC+03:00 | Portugal | 14 - 7 | Pologne | Moscou, Russie |
| 4 juin 2016 13h22 UTC+03:00 |          |        |         | Moscou, Russie |
| 4 juin 2016 13h22 UTC+03:00 |          |        |         | Moscou, Russie |

| 4 juin 2016 16h00 UTC+03:00 | France | 14 - 12 | Portugal | Moscou, Russie |
| 4 juin 2016 16h00 UTC+03:00 |        |         |          | Moscou, Russie |
| 4 juin 2016 16h00 UTC+03:00 |        |         |          | Moscou, Russie |

| 4 juin 2016 16h22 UTC+03:00 | Grande-Bretagne Lions | 28 - 7 | Pologne | Moscou, Russie |
| 4 juin 2016 16h22 UTC+03:00 |                       |        |         | Moscou, Russie |
| 4 juin 2016 16h22 UTC+03:00 |                       |        |         | Moscou, Russie |

### Poule B
| Équipes   | J | G | N | P | PM | PE | +/− | Pts |
| --------- | - | - | - | - | -- | -- | --- | --- |
| Allemagne | 3 | 3 | 0 | 0 | 9  | 59 | 12  | 47  |
| Espagne   | 3 | 2 | 0 | 1 | 7  | 54 | 5   | 49  |
| Belgique  | 3 | 1 | 0 | 2 | 5  | 41 | 61  | -20 |
| Italie    | 3 | 0 | 0 | 3 | 3  | 7  | 83  | -76 |

| 4 juin 2016 10h44 UTC+03:00 | Espagne | 35 - 0 | Italie | Moscou, Russie |
| 4 juin 2016 10h44 UTC+03:00 |         |        |        | Moscou, Russie |
| 4 juin 2016 10h44 UTC+03:00 |         |        |        | Moscou, Russie |

| 4 juin 2016 11h06 UTC+03:00 | Allemagne | 28 - 7 | Belgique | Moscou, Russie |
| 4 juin 2016 11h06 UTC+03:00 |           |        |          | Moscou, Russie |
| 4 juin 2016 11h06 UTC+03:00 |           |        |          | Moscou, Russie |

| 4 juin 2016 13h44 UTC+03:00 | Espagne | 19 - 0 | Belgique | Moscou, Russie |
| 4 juin 2016 13h44 UTC+03:00 |         |        |          | Moscou, Russie |
| 4 juin 2016 13h44 UTC+03:00 |         |        |          | Moscou, Russie |

| 4 juin 2016 14h06 UTC+03:00 | Allemagne | 19 - 0 | Italie | Moscou, Russie |
| 4 juin 2016 14h06 UTC+03:00 |           |        |        | Moscou, Russie |
| 4 juin 2016 14h06 UTC+03:00 |           |        |        | Moscou, Russie |

| 4 juin 2016 16h44 UTC+03:00 | Espagne | 0 - 5 | Allemagne | Moscou, Russie |
| 4 juin 2016 16h44 UTC+03:00 |         |       |           | Moscou, Russie |
| 4 juin 2016 16h44 UTC+03:00 |         |       |           | Moscou, Russie |

| 4 juin 2016 17h06 UTC+03:00 | Belgique | 29 - 7 | Italie | Moscou, Russie |
| 4 juin 2016 17h06 UTC+03:00 |          |        |        | Moscou, Russie |
| 4 juin 2016 17h06 UTC+03:00 |          |        |        | Moscou, Russie |

### Poule C
| Équipes                | J | G | N | P | PM | PE | +/− | Pts |
| ---------------------- | - | - | - | - | -- | -- | --- | --- |
| Grande-Bretagne Royals | 3 | 3 | 0 | 0 | 9  | 76 | 19  | 57  |
| Russie                 | 3 | 2 | 0 | 1 | 7  | 64 | 22  | 42  |
| Géorgie                | 3 | 1 | 0 | 2 | 5  | 19 | 29  | -10 |
| Lituanie               | 3 | 0 | 0 | 3 | 3  | 0  | 89  | -89 |

| 4 juin 2016 11h28 UTC+03:00 | Grande-Bretagne Royals | 17 - 7 | Géorgie | Moscou, Russie |
| 4 juin 2016 11h28 UTC+03:00 |                        |        |         | Moscou, Russie |
| 4 juin 2016 11h28 UTC+03:00 |                        |        |         | Moscou, Russie |

| 4 juin 2016 11h50 UTC+03:00 | Russie | 40 - 0 | Lituanie | Moscou, Russie |
| 4 juin 2016 11h50 UTC+03:00 |        |        |          | Moscou, Russie |
| 4 juin 2016 11h50 UTC+03:00 |        |        |          | Moscou, Russie |

| 4 juin 2016 14h28 UTC+03:00 | Grande-Bretagne Royals | 42 - 0 | Lituanie | Moscou, Russie |
| 4 juin 2016 14h28 UTC+03:00 |                        |        |          | Moscou, Russie |
| 4 juin 2016 14h28 UTC+03:00 |                        |        |          | Moscou, Russie |

| 4 juin 2016 14h50 UTC+03:00 | Russie | 12 - 5 | Géorgie | Moscou, Russie |
| 4 juin 2016 14h50 UTC+03:00 |        |        |         | Moscou, Russie |
| 4 juin 2016 14h50 UTC+03:00 |        |        |         | Moscou, Russie |

| 4 juin 2016 17h28 UTC+03:00 | Grande-Bretagne Royals | 17 - 12 | Russie | Moscou, Russie |
| 4 juin 2016 17h28 UTC+03:00 |                        |         |        | Moscou, Russie |
| 4 juin 2016 17h28 UTC+03:00 |                        |         |        | Moscou, Russie |

| 4 juin 2016 17h50 UTC+03:00 | Lituanie | 0 - 7 | Géorgie | Moscou, Russie |
| 4 juin 2016 17h50 UTC+03:00 |          |       |         | Moscou, Russie |
| 4 juin 2016 17h50 UTC+03:00 |          |       |         | Moscou, Russie |

### Cup
|  | Quarts de finale                | Quarts de finale                |                                 |                                 | Demi-finales                    | Demi-finales                    |    |  | Finale                          | Finale                          |
|  | Quarts de finale                | Quarts de finale                |                                 |                                 | Demi-finales                    | Demi-finales                    |    |  | Finale                          | Finale                          |
|  |                                 |                                 |                                 |                                 |                                 |                                 |    |  |                                 |                                 |
|  | 5 juin à 10h00 à Moscou, Russie | 5 juin à 10h00 à Moscou, Russie |                                 |                                 | 5 juin à 15h36 à Moscou, Russie | 5 juin à 15h36 à Moscou, Russie |    |  | 5 juin à 17h05 à Moscou, Russie | 5 juin à 17h05 à Moscou, Russie |
|  | 5 juin à 10h00 à Moscou, Russie | 5 juin à 10h00 à Moscou, Russie |                                 |                                 | 5 juin à 15h36 à Moscou, Russie | 5 juin à 15h36 à Moscou, Russie |    |  | 5 juin à 17h05 à Moscou, Russie | 5 juin à 17h05 à Moscou, Russie |
|  | Grande-Bretagne Lions           | 36                              |                                 |                                 | 5 juin à 15h36 à Moscou, Russie | 5 juin à 15h36 à Moscou, Russie |    |  | 5 juin à 17h05 à Moscou, Russie | 5 juin à 17h05 à Moscou, Russie |
|  | Grande-Bretagne Lions           | 36                              |                                 |                                 | 5 juin à 15h36 à Moscou, Russie | 5 juin à 15h36 à Moscou, Russie |    |  | 5 juin à 17h05 à Moscou, Russie | 5 juin à 17h05 à Moscou, Russie |
|  | Géorgie                         | 0                               |                                 |                                 | 5 juin à 15h36 à Moscou, Russie | 5 juin à 15h36 à Moscou, Russie |    |  | 5 juin à 17h05 à Moscou, Russie | 5 juin à 17h05 à Moscou, Russie |
|  | Géorgie                         | 0                               | Grande-Bretagne Lions           | 10                              |                                 |                                 |    |  | 5 juin à 17h05 à Moscou, Russie | 5 juin à 17h05 à Moscou, Russie |
|  | 5 juin à 11h06 à Moscou, Russie |                                 | Grande-Bretagne Lions           | 10                              |                                 |                                 |    |  | 5 juin à 17h05 à Moscou, Russie | 5 juin à 17h05 à Moscou, Russie |
|  |                                 | Russie                          | 17                              |                                 |                                 |                                 |    |  | 5 juin à 17h05 à Moscou, Russie | 5 juin à 17h05 à Moscou, Russie |
|  | Espagne                         | Russie                          | 17                              | 12                              |                                 |                                 |    |  | 5 juin à 17h05 à Moscou, Russie | 5 juin à 17h05 à Moscou, Russie |
|  | Espagne                         |                                 |                                 | 12                              |                                 |                                 |    |  | 5 juin à 17h05 à Moscou, Russie | 5 juin à 17h05 à Moscou, Russie |
|  | Russie                          | 26                              |                                 |                                 |                                 |                                 |    |  | 5 juin à 17h05 à Moscou, Russie | 5 juin à 17h05 à Moscou, Russie |
|  | Russie                          | 26                              | Russie                          | 24                              |                                 |                                 |    |  |                                 |                                 |
|  | 5 juin à 10h22 à Moscou, Russie |                                 | Russie                          | 24                              |                                 |                                 |    |  |                                 |                                 |
|  |                                 | France                          | 7                               |                                 |                                 |                                 |    |  |                                 |                                 |
|  | Allemagne                       | France                          | 7                               | 21                              |                                 |                                 |    |  |                                 |                                 |
|  | Allemagne                       | 5 juin à 14h18 à Moscou, Russie |                                 | 21                              |                                 |                                 |    |  |                                 |                                 |
|  | Portugal                        | 0                               |                                 |                                 |                                 |                                 |    |  |                                 |                                 |
|  | Portugal                        | 0                               | Allemagne                       | 14                              |                                 |                                 |    |  |                                 |                                 |
|  | 5 juin à 10h44 à Moscou, Russie | 5 juin à 10h44 à Moscou, Russie | Allemagne                       | 14                              | Match pour la 3e place          | Match pour la 3e place          |    |  |                                 |                                 |
|  | 5 juin à 10h44 à Moscou, Russie | 5 juin à 10h44 à Moscou, Russie |                                 | France                          | Match pour la 3e place          | Match pour la 3e place          | 19 |  |                                 |                                 |
|  | Grande-Bretagne Royals          | 15                              | 5 juin à 16h43 à Moscou, Russie | 5 juin à 16h43 à Moscou, Russie |                                 |                                 | 19 |  |                                 |                                 |
|  | Grande-Bretagne Royals          | 15                              | 5 juin à 16h43 à Moscou, Russie | 5 juin à 16h43 à Moscou, Russie |                                 |                                 |    |  |                                 |                                 |
|  | France                          | 17                              |                                 | Grande-Bretagne Lions           | 28                              |                                 |    |  |                                 |                                 |
|  | France                          | 17                              |                                 | Grande-Bretagne Lions           | 28                              |                                 |    |  |                                 |                                 |
|  |                                 |                                 |                                 |                                 |                                 |                                 |    |  | Allemagne                       | 5                               |
|  |                                 |                                 |                                 |                                 |                                 |                                 |    |  | Allemagne                       | 5                               |

### Plate
|  | Demi-finales                    | Demi-finales                    |          |    | 5e place                        | 5e place                        |
|  | Demi-finales                    | Demi-finales                    |          |    | 5e place                        | 5e place                        |
|  |                                 |                                 |          |    |                                 |                                 |
|  | 5 juin à 13h12 à Moscou, Russie | 5 juin à 13h12 à Moscou, Russie |          |    | 5 juin à 16h16 à Moscou, Russie | 5 juin à 16h16 à Moscou, Russie |
|  | 5 juin à 13h12 à Moscou, Russie | 5 juin à 13h12 à Moscou, Russie |          |    | 5 juin à 16h16 à Moscou, Russie | 5 juin à 16h16 à Moscou, Russie |
|  | Géorgie                         | 10                              |          |    | 5 juin à 16h16 à Moscou, Russie | 5 juin à 16h16 à Moscou, Russie |
|  | Géorgie                         | 10                              |          |    | 5 juin à 16h16 à Moscou, Russie | 5 juin à 16h16 à Moscou, Russie |
|  | Espagne                         | 7                               |          |    | 5 juin à 16h16 à Moscou, Russie | 5 juin à 16h16 à Moscou, Russie |
|  | Espagne                         | 7                               | Géorgie  | 12 |                                 |                                 |
|  | 5 juin à 13h34 à Moscou, Russie |                                 | Géorgie  | 12 |                                 |                                 |
|  |                                 | Grande-Bretagne Royals          | 15       |    |                                 |                                 |
|  | Portugal                        | Grande-Bretagne Royals          | 15       | 5  |                                 |                                 |
|  | Portugal                        |                                 |          | 5  |                                 |                                 |
|  | Grande-Bretagne Royals          | 34                              |          |    |                                 |                                 |
|  | Grande-Bretagne Royals          | 34                              | 7e place |    |                                 |                                 |
|  |                                 |                                 |          |    |                                 |                                 |
|  | 5 juin à 15h54 à Moscou, Russie |                                 |          |    |                                 |                                 |
|  |                                 |                                 |          |    |                                 |                                 |
|  | Espagne                         | 19                              |          |    |                                 |                                 |
|  | Espagne                         | 19                              |          |    |                                 |                                 |
|  | Portugal                        | 7                               |          |    |                                 |                                 |
|  | Portugal                        | 7                               |          |    |                                 |                                 |

### Bowl
|  | Demi-finales                    | Demi-finales                    |           |    | 9e place                        | 9e place                        |
|  | Demi-finales                    | Demi-finales                    |           |    | 9e place                        | 9e place                        |
|  |                                 |                                 |           |    |                                 |                                 |
|  | 5 juin à 11h28 à Moscou, Russie | 5 juin à 11h28 à Moscou, Russie |           |    | 5 juin à 15h03 à Moscou, Russie | 5 juin à 15h03 à Moscou, Russie |
|  | 5 juin à 11h28 à Moscou, Russie | 5 juin à 11h28 à Moscou, Russie |           |    | 5 juin à 15h03 à Moscou, Russie | 5 juin à 15h03 à Moscou, Russie |
|  | Belgique                        | 38                              |           |    | 5 juin à 15h03 à Moscou, Russie | 5 juin à 15h03 à Moscou, Russie |
|  | Belgique                        | 38                              |           |    | 5 juin à 15h03 à Moscou, Russie | 5 juin à 15h03 à Moscou, Russie |
|  | Lituanie                        | 5                               |           |    | 5 juin à 15h03 à Moscou, Russie | 5 juin à 15h03 à Moscou, Russie |
|  | Lituanie                        | 5                               | Belgique  | 12 |                                 |                                 |
|  | 5 juin à 1h50 à Moscou, Russie  |                                 | Belgique  | 12 |                                 |                                 |
|  |                                 | Italie                          | 14        |    |                                 |                                 |
|  | Pologne                         | Italie                          | 14        | 12 |                                 |                                 |
|  | Pologne                         |                                 |           | 12 |                                 |                                 |
|  | Italie                          | 21                              |           |    |                                 |                                 |
|  | Italie                          | 21                              | 11e place |    |                                 |                                 |
|  |                                 |                                 |           |    |                                 |                                 |
|  | 5 juin à 14h40 à Moscou, Russie |                                 |           |    |                                 |                                 |
|  |                                 |                                 |           |    |                                 |                                 |
|  | Lituanie                        | 12                              |           |    |                                 |                                 |
|  | Lituanie                        | 12                              |           |    |                                 |                                 |
|  | Pologne                         | 29                              |           |    |                                 |                                 |
|  | Pologne                         | 29                              |           |    |                                 |                                 |

## Deuxième étape
La deuxième épreuve se déroule à Exeter en Angleterre du 9 au 10 juillet 2016.
| Classement | Vainqueur              | Score | Finaliste | Demi-finaliste |
| ---------- | ---------------------- | ----- | --------- | -------------- |
| Cup        | Grande-Bretagne Royals | 33-17 | France    | Espagne (3e)   |
| Cup        | Grande-Bretagne Royals | 33-17 | France    | Russie         |
| Plate      | Grande-Bretagne Lions  | 31-19 | Allemagne | Italie (7e)    |
| Plate      | Grande-Bretagne Lions  | 31-19 | Allemagne | Géorgie        |
| Bowl       | Portugal               | 31-5  | Belgique  | Pologne (11e)  |
| Bowl       | Portugal               | 31-5  | Belgique  | Lituanie       |

## Troisième  étape
La troisième épreuve se déroule à Gdynia en Pologne du 16 au 17 juillet 2016. La France est représentée par l'équipe nationale "développement".

### Poule A
| Équipes                | J | G | N | P | PM  | PE  | +/− | Pts |
| ---------------------- | - | - | - | - | --- | --- | --- | --- |
| Grande-Bretagne Royals | 3 | 3 | 0 | 0 | 111 | 14  | 97  | 9   |
| Allemagne              | 3 | 2 | 0 | 1 | 59  | 65  | -6  | 7   |
| Italie                 | 3 | 1 | 0 | 2 | 69  | 67  | 2   | 5   |
| Lituanie               | 3 | 0 | 0 | 3 | 15  | 108 | -93 | 3   |

| 15 juillet 2016 10h30 UTC+02:00 | Allemagne | 26 - 22 | Italie | Gdynia, Pologne |
| 15 juillet 2016 10h30 UTC+02:00 |           |         |        | Gdynia, Pologne |
| 15 juillet 2016 10h30 UTC+02:00 |           |         |        | Gdynia, Pologne |

| 15 juillet 2016 10h52 UTC+02:00 | Grande-Bretagne Royals | 42 - 0 | Lituanie | Gdynia, Pologne |
| 15 juillet 2016 10h52 UTC+02:00 |                        |        |          | Gdynia, Pologne |
| 15 juillet 2016 10h52 UTC+02:00 |                        |        |          | Gdynia, Pologne |

| 15 juillet 2016 13h15 UTC+02:00 | Grande-Bretagne Royals | 36 - 7 | Italie | Gdynia, Pologne |
| 15 juillet 2016 13h15 UTC+02:00 |                        |        |        | Gdynia, Pologne |
| 15 juillet 2016 13h15 UTC+02:00 |                        |        |        | Gdynia, Pologne |

| 15 juillet 2016 13h37 UTC+02:00 | Allemagne | 26 - 10 | Lituanie | Gdynia, Pologne |
| 15 juillet 2016 13h37 UTC+02:00 |           |         |          | Gdynia, Pologne |
| 15 juillet 2016 13h37 UTC+02:00 |           |         |          | Gdynia, Pologne |

| 15 juillet 2016 16h00 UTC+02:00 | Grande-Bretagne Royals | 33 - 7 | Allemagne | Gdynia, Pologne |
| 15 juillet 2016 16h00 UTC+02:00 |                        |        |           | Gdynia, Pologne |
| 15 juillet 2016 16h00 UTC+02:00 |                        |        |           | Gdynia, Pologne |

| 15 juillet 2016 16h22 UTC+02:00 | Italie | 40 - 5 | Lituanie | Gdynia, Pologne |
| 15 juillet 2016 16h22 UTC+02:00 |        |        |          | Gdynia, Pologne |
| 15 juillet 2016 16h22 UTC+02:00 |        |        |          | Gdynia, Pologne |

### Poule B
| Équipes               | J | G | N | P | PM | PE  | +/− | Pts |
| --------------------- | - | - | - | - | -- | --- | --- | --- |
| Grande-Bretagne Lions | 3 | 3 | 0 | 0 | 74 | 40  | 34  | 9   |
| France                | 3 | 2 | 0 | 1 | 83 | 59  | 24  | 7   |
| Géorgie               | 3 | 1 | 0 | 2 | 73 | 46  | 27  | 5   |
| Pologne               | 3 | 0 | 0 | 3 | 33 | 118 | -85 | 3   |

| 15 juillet 2016 11h58 UTC+02:00 | Grande-Bretagne Lions | 15 - 14 | Géorgie | Gdynia, Pologne |
| 15 juillet 2016 11h58 UTC+02:00 |                       |         |         | Gdynia, Pologne |
| 15 juillet 2016 11h58 UTC+02:00 |                       |         |         | Gdynia, Pologne |

| 15 juillet 2016 12h20 UTC+02:00 | France | 40 - 19 | Pologne | Gdynia, Pologne |
| 15 juillet 2016 12h20 UTC+02:00 |        |         |         | Gdynia, Pologne |
| 15 juillet 2016 12h20 UTC+02:00 |        |         |         | Gdynia, Pologne |

| 15 juillet 2016 14h43 UTC+02:00 | France | 31 - 14 | Géorgie | Gdynia, Pologne |
| 15 juillet 2016 14h43 UTC+02:00 |        |         |         | Gdynia, Pologne |
| 15 juillet 2016 14h43 UTC+02:00 |        |         |         | Gdynia, Pologne |

| 15 juillet 2016 15h05 UTC+02:00 | Grande-Bretagne Lions | 33 - 14 | Pologne | Gdynia, Pologne |
| 15 juillet 2016 15h05 UTC+02:00 |                       |         |         | Gdynia, Pologne |
| 15 juillet 2016 15h05 UTC+02:00 |                       |         |         | Gdynia, Pologne |

| 15 juillet 2016 17h28 UTC+02:00 | France | 12 - 26 | Grande-Bretagne Lions | Gdynia, Pologne |
| 15 juillet 2016 17h28 UTC+02:00 |        |         |                       | Gdynia, Pologne |
| 15 juillet 2016 17h28 UTC+02:00 |        |         |                       | Gdynia, Pologne |

| 15 juillet 2016 17h00 UTC+02:00 | Géorgie | 45 - 0 | Pologne | Gdynia, Pologne |
| 15 juillet 2016 17h00 UTC+02:00 |         |        |         | Gdynia, Pologne |
| 15 juillet 2016 17h00 UTC+02:00 |         |        |         | Gdynia, Pologne |

### Poule C
| Équipes  | J | G | N | P | PM | PE | +/− | Pts |
| -------- | - | - | - | - | -- | -- | --- | --- |
| Russie   | 3 | 2 | 1 | 0 | 50 | 33 | 17  | 8   |
| Espagne  | 3 | 1 | 1 | 1 | 47 | 31 | 16  | 6   |
| Portugal | 3 | 1 | 0 | 2 | 57 | 59 | -2  | 5   |
| Belgique | 3 | 1 | 0 | 2 | 31 | 62 | -31 | 5   |

| 15 juillet 2016 11h14 UTC+02:00 | Russie | 26 - 19 | Portugal | Gdynia, Pologne |
| 15 juillet 2016 11h14 UTC+02:00 |        |         |          | Gdynia, Pologne |
| 15 juillet 2016 11h14 UTC+02:00 |        |         |          | Gdynia, Pologne |

| 15 juillet 2016 11h36 UTC+02:00 | Espagne | 14 - 17 | Belgique | Gdynia, Pologne |
| 15 juillet 2016 11h36 UTC+02:00 |         |         |          | Gdynia, Pologne |
| 15 juillet 2016 11h36 UTC+02:00 |         |         |          | Gdynia, Pologne |

| 15 juillet 2016 13h59 UTC+02:00 | Espagne | 26 - 7 | Portugal | Gdynia, Pologne |
| 15 juillet 2016 13h59 UTC+02:00 |         |        |          | Gdynia, Pologne |
| 15 juillet 2016 13h59 UTC+02:00 |         |        |          | Gdynia, Pologne |

| 15 juillet 2016 14h21 UTC+02:00 | Russie | 17 - 7 | Belgique | Gdynia, Pologne |
| 15 juillet 2016 14h21 UTC+02:00 |        |        |          | Gdynia, Pologne |
| 15 juillet 2016 14h21 UTC+02:00 |        |        |          | Gdynia, Pologne |

| 15 juillet 2016 16h44 UTC+02:00 | Espagne | 7 - 7 | Russie | Gdynia, Pologne |
| 15 juillet 2016 16h44 UTC+02:00 |         |       |        | Gdynia, Pologne |
| 15 juillet 2016 16h44 UTC+02:00 |         |       |        | Gdynia, Pologne |

| 15 juillet 2016 17h06 UTC+02:00 | Portugal | 31 - 7 | Belgique | Gdynia, Pologne |
| 15 juillet 2016 17h06 UTC+02:00 |          |        |          | Gdynia, Pologne |
| 15 juillet 2016 17h06 UTC+02:00 |          |        |          | Gdynia, Pologne |

### Cup
|  | Quarts de finale                     | Quarts de finale                     |                                      |                                      | Demi-finales                         | Demi-finales                         |    |  | Finale                               | Finale                               |
|  | Quarts de finale                     | Quarts de finale                     |                                      |                                      | Demi-finales                         | Demi-finales                         |    |  | Finale                               | Finale                               |
|  |                                      |                                      |                                      |                                      |                                      |                                      |    |  |                                      |                                      |
|  | 17 juillet à 10h30 à Gdynia, Pologne | 17 juillet à 10h30 à Gdynia, Pologne |                                      |                                      | 17 juillet à 14h29 à Gdynia, Pologne | 17 juillet à 14h29 à Gdynia, Pologne |    |  | 17 juillet à 17h55 à Gdynia, Pologne | 17 juillet à 17h55 à Gdynia, Pologne |
|  | 17 juillet à 10h30 à Gdynia, Pologne | 17 juillet à 10h30 à Gdynia, Pologne |                                      |                                      | 17 juillet à 14h29 à Gdynia, Pologne | 17 juillet à 14h29 à Gdynia, Pologne |    |  | 17 juillet à 17h55 à Gdynia, Pologne | 17 juillet à 17h55 à Gdynia, Pologne |
|  | Grande-Bretagne Royals               | 26                                   |                                      |                                      | 17 juillet à 14h29 à Gdynia, Pologne | 17 juillet à 14h29 à Gdynia, Pologne |    |  | 17 juillet à 17h55 à Gdynia, Pologne | 17 juillet à 17h55 à Gdynia, Pologne |
|  | Grande-Bretagne Royals               | 26                                   |                                      |                                      | 17 juillet à 14h29 à Gdynia, Pologne | 17 juillet à 14h29 à Gdynia, Pologne |    |  | 17 juillet à 17h55 à Gdynia, Pologne | 17 juillet à 17h55 à Gdynia, Pologne |
|  | Italie                               | 0                                    |                                      |                                      | 17 juillet à 14h29 à Gdynia, Pologne | 17 juillet à 14h29 à Gdynia, Pologne |    |  | 17 juillet à 17h55 à Gdynia, Pologne | 17 juillet à 17h55 à Gdynia, Pologne |
|  | Italie                               | 0                                    | Grande-Bretagne Royals               | 22                                   |                                      |                                      |    |  | 17 juillet à 17h55 à Gdynia, Pologne | 17 juillet à 17h55 à Gdynia, Pologne |
|  | 17 juillet à 11h36 à Gdynia, Pologne |                                      | Grande-Bretagne Royals               | 22                                   |                                      |                                      |    |  | 17 juillet à 17h55 à Gdynia, Pologne | 17 juillet à 17h55 à Gdynia, Pologne |
|  |                                      | Espagne                              | 10                                   |                                      |                                      |                                      |    |  | 17 juillet à 17h55 à Gdynia, Pologne | 17 juillet à 17h55 à Gdynia, Pologne |
|  | France                               | Espagne                              | 10                                   | 12                                   |                                      |                                      |    |  | 17 juillet à 17h55 à Gdynia, Pologne | 17 juillet à 17h55 à Gdynia, Pologne |
|  | France                               |                                      |                                      | 12                                   |                                      |                                      |    |  | 17 juillet à 17h55 à Gdynia, Pologne | 17 juillet à 17h55 à Gdynia, Pologne |
|  | Espagne                              | 15                                   |                                      |                                      |                                      |                                      |    |  | 17 juillet à 17h55 à Gdynia, Pologne | 17 juillet à 17h55 à Gdynia, Pologne |
|  | Espagne                              | 15                                   | Grande-Bretagne Royals               | 26                                   |                                      |                                      |    |  |                                      |                                      |
|  | 17 juillet à 12h52 à Gdynia, Pologne |                                      | Grande-Bretagne Royals               | 26                                   |                                      |                                      |    |  |                                      |                                      |
|  |                                      | Grande-Bretagne Lions                | 14                                   |                                      |                                      |                                      |    |  |                                      |                                      |
|  | Grande-Bretagne Lions                | Grande-Bretagne Lions                | 14                                   | 12                                   |                                      |                                      |    |  |                                      |                                      |
|  | Grande-Bretagne Lions                | 17 juillet à 14h51 à Gdynia, Pologne |                                      | 12                                   |                                      |                                      |    |  |                                      |                                      |
|  | Géorgie                              | 0                                    |                                      |                                      |                                      |                                      |    |  |                                      |                                      |
|  | Géorgie                              | 0                                    | Grande-Bretagne Lions                | 17                                   |                                      |                                      |    |  |                                      |                                      |
|  | 17 juillet à 11h14 à Gdynia, Pologne | 17 juillet à 11h14 à Gdynia, Pologne | Grande-Bretagne Lions                | 17                                   | Match pour la 3e place               | Match pour la 3e place               |    |  |                                      |                                      |
|  | 17 juillet à 11h14 à Gdynia, Pologne | 17 juillet à 11h14 à Gdynia, Pologne |                                      | Russie                               | Match pour la 3e place               | Match pour la 3e place               | 14 |  |                                      |                                      |
|  | Russie                               | 29                                   | 17 juillet à 17h30 à Gdynia, Pologne | 17 juillet à 17h30 à Gdynia, Pologne |                                      |                                      | 14 |  |                                      |                                      |
|  | Russie                               | 29                                   | 17 juillet à 17h30 à Gdynia, Pologne | 17 juillet à 17h30 à Gdynia, Pologne |                                      |                                      |    |  |                                      |                                      |
|  | Allemagne                            | 19                                   |                                      | Espagne                              | 7                                    |                                      |    |  |                                      |                                      |
|  | Allemagne                            | 19                                   |                                      | Espagne                              | 7                                    |                                      |    |  |                                      |                                      |
|  |                                      |                                      |                                      |                                      |                                      |                                      |    |  | Russie                               | 31                                   |
|  |                                      |                                      |                                      |                                      |                                      |                                      |    |  | Russie                               | 31                                   |

### Plate
|  | Demi-finales                         | Demi-finales                         |          |    | 5e place                           | 5e place                           |
|  | Demi-finales                         | Demi-finales                         |          |    | 5e place                           | 5e place                           |
|  |                                      |                                      |          |    |                                    |                                    |
|  | 17 juillet à 13h45 à Gdynia, Pologne | 17 juillet à 13h45 à Gdynia, Pologne |          |    | 17 juillet à 17h à Gdynia, Pologne | 17 juillet à 17h à Gdynia, Pologne |
|  | 17 juillet à 13h45 à Gdynia, Pologne | 17 juillet à 13h45 à Gdynia, Pologne |          |    | 17 juillet à 17h à Gdynia, Pologne | 17 juillet à 17h à Gdynia, Pologne |
|  | Italie                               | 28                                   |          |    | 17 juillet à 17h à Gdynia, Pologne | 17 juillet à 17h à Gdynia, Pologne |
|  | Italie                               | 28                                   |          |    | 17 juillet à 17h à Gdynia, Pologne | 17 juillet à 17h à Gdynia, Pologne |
|  | France                               | 0                                    |          |    | 17 juillet à 17h à Gdynia, Pologne | 17 juillet à 17h à Gdynia, Pologne |
|  | France                               | 0                                    | Italie   | 14 |                                    |                                    |
|  | 17 juillet à 14h07 à Gdynia, Pologne |                                      | Italie   | 14 |                                    |                                    |
|  |                                      | Géorgie                              | 12       |    |                                    |                                    |
|  | Géorgie                              | Géorgie                              | 12       | 17 |                                    |                                    |
|  | Géorgie                              |                                      |          | 17 |                                    |                                    |
|  | Allemagne                            | 10                                   |          |    |                                    |                                    |
|  | Allemagne                            | 10                                   | 7e place |    |                                    |                                    |
|  |                                      |                                      |          |    |                                    |                                    |
|  | 17 juillet à 16h35 à Gdynia, Pologne |                                      |          |    |                                    |                                    |
|  |                                      |                                      |          |    |                                    |                                    |
|  | France                               | 26                                   |          |    |                                    |                                    |
|  | France                               | 26                                   |          |    |                                    |                                    |
|  | Allemagne                            | 17                                   |          |    |                                    |                                    |
|  | Allemagne                            | 17                                   |          |    |                                    |                                    |

### Bowl
|  | Demi-finales                         | Demi-finales                         |           |    | 9e place                             | 9e place                             |
|  | Demi-finales                         | Demi-finales                         |           |    | 9e place                             | 9e place                             |
|  |                                      |                                      |           |    |                                      |                                      |
|  | 17 juillet à 11h58 à Gdynia, Pologne | 17 juillet à 11h58 à Gdynia, Pologne |           |    | 17 juillet à 16h05 à Gdynia, Pologne | 17 juillet à 16h05 à Gdynia, Pologne |
|  | 17 juillet à 11h58 à Gdynia, Pologne | 17 juillet à 11h58 à Gdynia, Pologne |           |    | 17 juillet à 16h05 à Gdynia, Pologne | 17 juillet à 16h05 à Gdynia, Pologne |
|  | Portugal                             | 31                                   |           |    | 17 juillet à 16h05 à Gdynia, Pologne | 17 juillet à 16h05 à Gdynia, Pologne |
|  | Portugal                             | 31                                   |           |    | 17 juillet à 16h05 à Gdynia, Pologne | 17 juillet à 16h05 à Gdynia, Pologne |
|  | Lituanie                             | 12                                   |           |    | 17 juillet à 16h05 à Gdynia, Pologne | 17 juillet à 16h05 à Gdynia, Pologne |
|  | Lituanie                             | 12                                   | Portugal  | 0  |                                      |                                      |
|  | 17 juillet à 12h20 à Gdynia, Pologne |                                      | Portugal  | 0  |                                      |                                      |
|  |                                      | Belgique                             | 14        |    |                                      |                                      |
|  | Belgique                             | Belgique                             | 14        | 26 |                                      |                                      |
|  | Belgique                             |                                      |           | 26 |                                      |                                      |
|  | Pologne                              | 17                                   |           |    |                                      |                                      |
|  | Pologne                              | 17                                   | 11e place |    |                                      |                                      |
|  |                                      |                                      |           |    |                                      |                                      |
|  | 17 juillet à 15h40 à Gdynia, Pologne |                                      |           |    |                                      |                                      |
|  |                                      |                                      |           |    |                                      |                                      |
|  | Lituanie                             | 7                                    |           |    |                                      |                                      |
|  | Lituanie                             | 7                                    |           |    |                                      |                                      |
|  | Pologne                              | 27                                   |           |    |                                      |                                      |
|  | Pologne                              | 27                                   |           |    |                                      |                                      |